# Lonchophylla
Lonchophylla là một chi động vật có vú trong họ Dơi mũi lá, bộ Dơi. Chi này được Thomas miêu tả năm 1903. Loài điển hình của chi này là Lonchophylla mordax Thomas, 1903.

## Hình ảnh

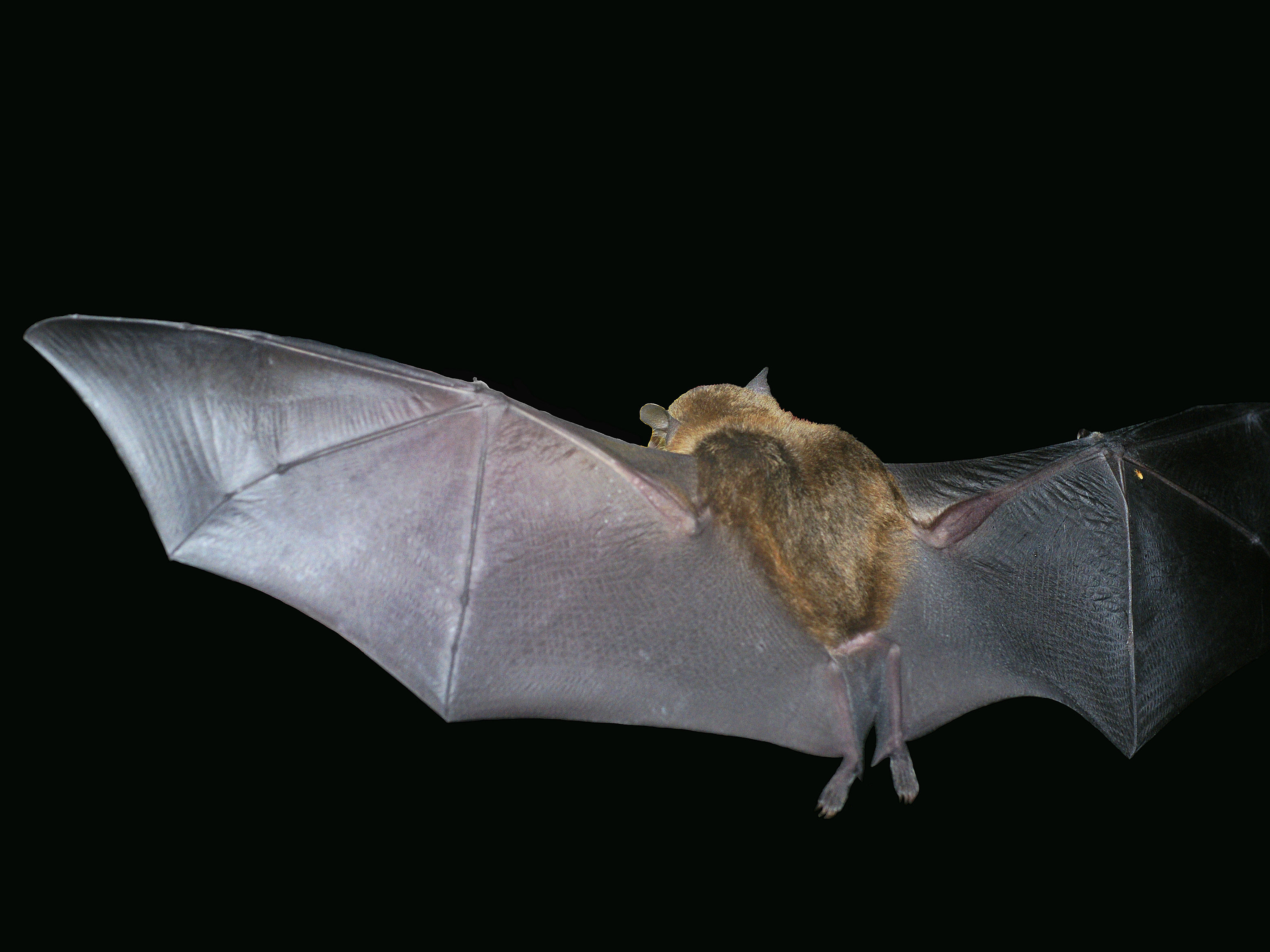
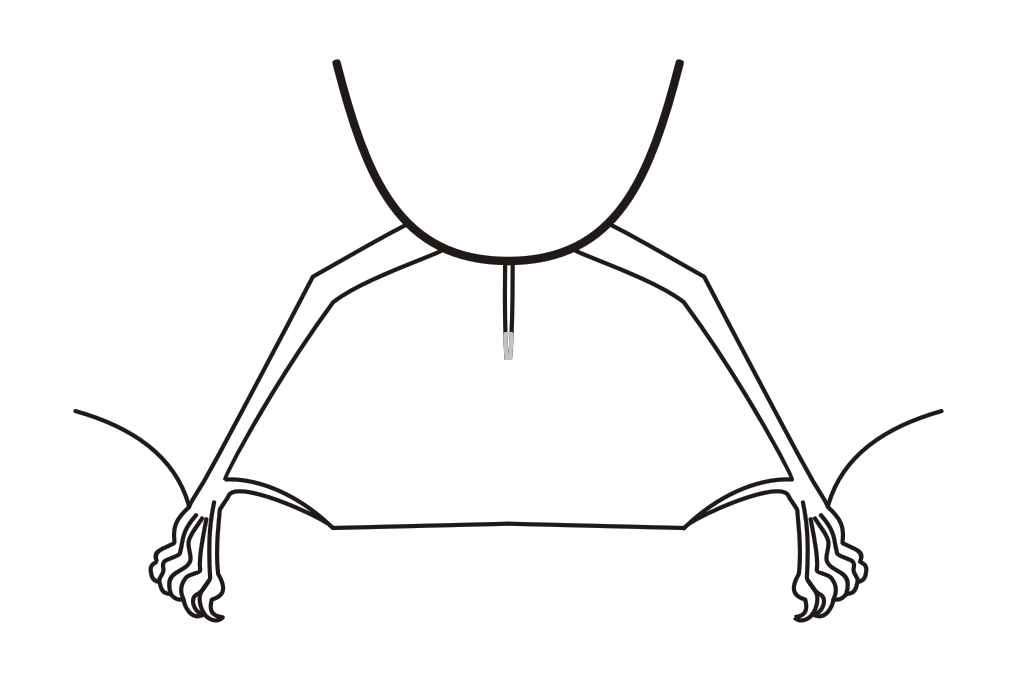

## Các loài
Chi này gồm các loài: